# Philipp Schauer
Philipp Schauer (* 12. Juli 1958 in Stockholm) ist ein pensionierter deutscher Diplomat. Er war von 2019 bis 2024 Botschafter in Ecuador. Zuvor war er Botschafter in Bolivien und Mosambik.

## Leben
Nach dem Abitur studierte er von 1977 bis 1982 an der Rheinischen Friedrich-Wilhelms-Universität Bonn und der Albert-Ludwigs-Universität Freiburg Rechtswissenschaft. Seit 1978 ist er Mitglied des Corps Hansea Bonn. Nach den Staatsexamen leistete er 1984–1987 den juristischen Vorbereitungsdienst in Schleswig-Holstein, Bordeaux und Berlin.
1987 trat er in den Diplomatischen Dienst ein. Nach der Attachéausbildung war er 1988 zunächst Mitarbeiter des Referats für die NATO im Auswärtigen Amt. Zugleich erfolgte 1989 seine Promotion zum Dr. iur. an der Universität Bonn. Anschließend war er bis 1992 Konsul und Pressereferent an der Botschaft Caracas (Venezuela) und danach Ständiger Vertreter des Leiters der Botschaft Bamako (Mali). Nach seiner Rückkehr nach Deutschland war er 1994–1997 in der Zentrale des Auswärtigen Amts im Referat Vereinte Nationen, Sicherheitsrat der Vereinten Nationen und Friedensmissionen tätig.
Im Anschluss war er Mitarbeiter der Politischen Abteilung an der Botschaft London (Vereinigtes Königreich) und nahm auch an einem Beamtenaustausch mit dem Foreign and Commonwealth Office teil. 1999 wechselte er als Koordinator für Humanitäre Hilfe an die Botschaft Tirana (Albanien) und kehrte kurz darauf als Stellvertretender Referatsleiter für den Balkan in die Zentrale des Auswärtigen Amtes zurück. Nach einer Tätigkeit als Konsul und Ständiger Vertreter des Leiters der Botschaft Addis Abeba (Äthiopien) mit der Zuständigkeit für Politik und die Afrikanische Union von 2003 bis 2006 war er zwischen 2006 und 2009 Referatsleiter für die Vereinten Nationen, UN-Sicherheitsrat und das Afrikaprogramm „Frieden und Sicherheit“.
Ab 2009 war Schauer als Nachfolger des in den Ruhestand getretenen Erich Riedler Botschafter Deutschlands in Bolivien. 2013 übernahm er den Posten des Botschafters in Mosambik. 2016 wurde er von Detlev Wolter abgelöst. 2016–2019 war er Leiter des Referates 508 (Grundsatz Ausländer-, Asylrecht und Visumsrecht, Ausländerpolitik, Rückkehrfragen) im Auswärtigen Amt. Ab August 2019 war Schauer als Botschafter in Ecuador akkreditiert. Im Sommer 2024 wurde Schauer pensioniert. Als Botschafter in Ecuador folgte ihm Jens Lütkenherm.

## Veröffentlichungen
- Staatsorganisationsrecht und politische Willensbildung, Frankfurt am Main 1990, ISBN 3-631-42749-2
- Maputo. Architectural and Tourist Guide, Maputo 2015